# Valve Anti-Cheat
Valve Anti-Cheat, eller VAC, en metod som utvecklats av Valve, för att stoppa fuskare i spel som Counter-Strike, Half-Life och andra spel som distribueras över Steam. 
VAC läser av datorns minne och om det upptäcker att något fuskprogram körs, blir personen i fråga avstängd (eng: banned) från alla spelets servrar som kör VAC (VAC-secure).
Spel registrerade på en bannad profil blir automatiskt VAC-bannade. Dock kan man fortfarande spela på oskyddade servrar med ett avstängt konto.
VAC använder så kallade 'delayed-bans', vilket gör att det kan ta en vecka innan ett konto blir bannat om ägaren har fuskat. Detta, enligt Valve själva, är för att personer som tillverkar fusk ska ha svårare att kontrollera om deras fusk är "VAC-säkra" eller inte.